# Hr.Ms. Van Nes (1994)
De Hr.Ms. Van Nes (F 833) is een Nederlands fregat van de Karel Doormanklasse. Het is het vijfde schip van de Nederlands marine dat vernoemd is naar de 17de-eeuwse admiraal Aert Jansse van Nes. De Van Nes is gebouwd door de scheepswerf Koninklijke Schelde Groep uit Vlissingen.
In januari 2003, toen de Van Nes deelnam aan operatie Enduring Freedom, werden 46 opvarenden van twee kleine bootjes door de bemanning van de Van Nes gered.
Het schip is in 2007 uit dienst genomen en op 16 januari 2009 overgedragen aan de Portugese marine, onder Portugese vlag heeft ze de nieuwe naam 'Bartolomeu Dias'. In het kader van deze overdracht bracht de Van Nes in december 2006 een bezoek aan de haven van Lissabon.